# سد دونگچینگ
سد دونگچینگ (به لاتین: Dongqing Dam) یک سد خاکی و نیروگاه برقابی در چین است که در شهرستان ژنفنگ واقع شده‌است.